# EX-207
La EX-207 (oficialmente la «  EX-207 , de Cáceres a Portugal por Alcántara» y tradicionalmente la «carretera de la Vía de la Estrella») es una carretera española cuyo trayecto discurre íntegramente por el suroeste de la provincia de Cáceres. Está gestionada por la Junta de Extremadura y forma parte de la red intercomarcal.

## Historia

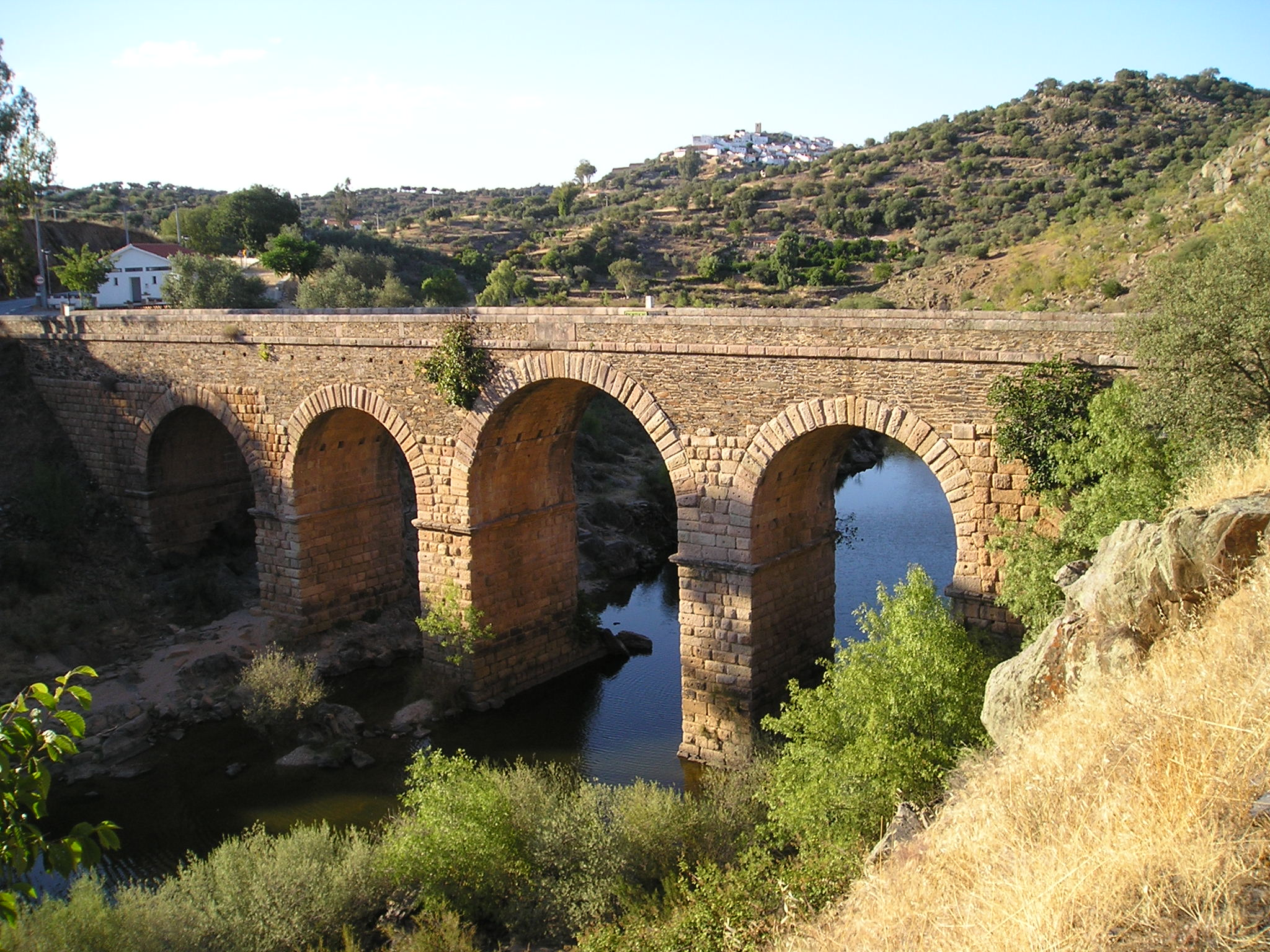
Puente de Segura sobre el río Erjas cerca de la localidad de Piedras Albas donde finaliza el trazado de la EX-207.

Es una de las vías de comunicación más antiguas de Extremadura. Tiene su origen en el siglo I, cuando se construyó la calzada romana conocida como Vía de la Estrella, que unía Emerita Augusta (actual Mérida (España), entonces capital de Lusitania) con Bracara Augusta (actual Braga (Portugal), entonces capital de Gallaecia), siendo conocida como el Iter ab Emerita Bracaram. Dentro de su recorrido en la actual provincia de Cáceres, los romanos dejaron como principales monumentos el puente de Alcántara y el puente de Segura (este último compartido con Portugal), que todavía forman parte del trazado de la carretera. El trazado original de esta vía es por lo general desconocido, siendo el único dato claro que partía de la Vía de la Plata en el centro de la actual Extremadura y pasaba por los dos citados puentes.
El tramo español de la Vía de la Estrella fue redefiniéndose hacia la actual carretera EX-207 a lo largo de la Edad Moderna siguiendo los asentamientos que se desarrollaron durante la repoblación posterior a la Reconquista. La Orden de Alcántara desarrolló las villas de Brozas y Navas del Madroño como puntos de paso entre la villa de Cáceres y los puentes de Alcántara y Segura, mientras que en las proximidades de Cáceres ganaban importancia la villa de Arroyo del Puerco (actual Arroyo de la Luz) y la entonces pedanía cacereña de Malpartida (actual Malpartida de Cáceres). Así surgió en su trazado actual la "carretera de Malpartida de Cáceres a Portugal", que fue una de las primeras que se crearon en Extremadura: a finales del siglo XIX, desde su salida de la "carretera de Cáceres a Portugal" (actual N-521), solamente se cruzaba con una carretera, la que unía Brozas con Herreruela, pues el resto de sus intersecciones eran con caminos.
Antes de que la Junta de Extremadura le diera a la EX-207 su actual nombre en su catálogo de carreteras en 1997, esta vía era conocida como "C-523". No todo el trazado de la antigua "C-523" se renombró como "EX-207", pues parte del mismo, entre las intersecciones con la antigua carretera de Membrío y la de Zarza la Mayor, se incorporó a la nueva EX-117.

## Recorrido

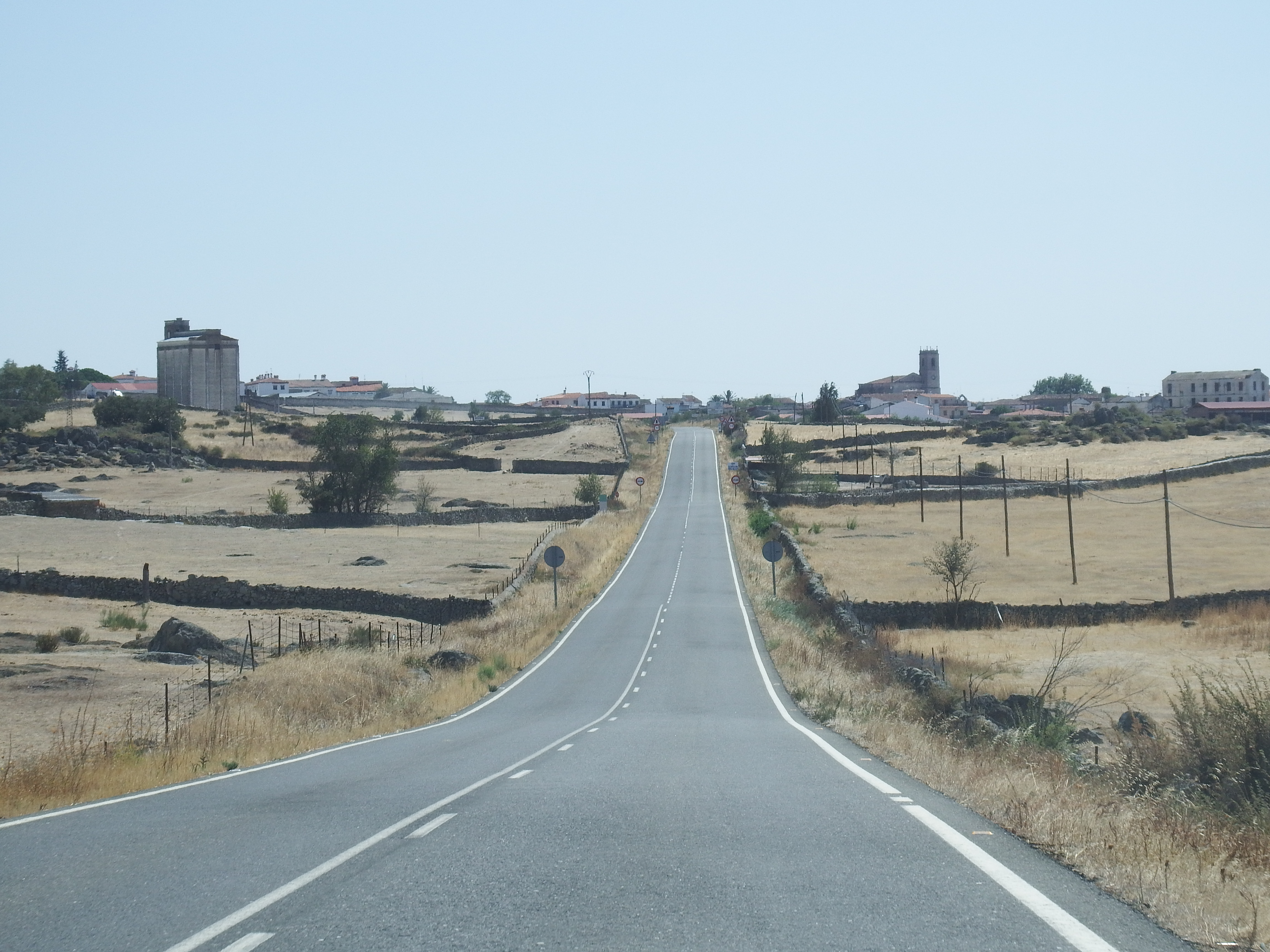
Carretera EX-207, entrando a Brozas desde Alcántara

Su origen está en la intersección con la carretera nacional N-521 cerca de Malpartida de Cáceres.(39°27′13″N 6°31′27″O / 39.453550, -6.524119)
Entra brevemente en el término municipal de la capital provincial, donde pasa junto al poblado ferroviario de Estación Arroyo-Malpartida, pasando por puentes sobre el ferrocarril a Valencia de Alcántara y sobre el río Casillas. Tras esto, atraviesa el casco urbano de Arroyo de la Luz, donde forma la avenida principal de la villa, y posteriormente pasa junto a las villas de Navas del Madroño, Brozas y Villa del Rey sin llegar a entrar en el casco urbano de estas tres últimas.
La carretera desaparece formalmente al cruzarse con la EX-117 entre Villa del Rey y Alcántara, por lo que sigue el trazado de la EX-117 hasta llegar a las afueras de Piedras Albas, donde continúa hacia la frontera con Portugal.
Su final está en la frontera con Portugal en el puente romano de Segura sobre el río Erjas, cerca de la localidad de Piedras Albas.(39°49′02″N 6°58′54″O / 39.817303, -6.981681)